# Traitor
「Traitor」（トレイター）は、heathの楽曲。彼の2枚目のシングルとして1997年2月19日にポリドールから発売された。PODH-1342。ASIN B00005FN64。

## 収録曲
1. Traitor
作詞・作曲：heath / 編曲：heath・深澤秀行
フジテレビ系『猛烈アジア太郎』オープニングテーマ
2. Daydream #003
作詞・作曲：heath / 編曲：heath・杉山勇司
3. Traitor（インストゥルメンタル）

## 収録アルバム
- GANG AGE CUBIST  ※「Daydream #003」のバージョン違い「Daydream #006」収録